# Зміївська міська рада
Змі́ївська міська́ ра́да — адміністративно-територіальна одиниця та орган місцевого самоврядування у Зміївському районі Харківської області. Адміністративний центр — місто Зміїв.

## Загальні відомості
- Зміївська міська рада утворена в 1917 році.
- Територія ради: 55,77 км²
- Населення ради: 17 723 особи (станом на 2001 рік)
- Територією ради протікає річка Сіверський Донець.

## Історія
Перший раз слободу Зміїв (заснована 1604 року) було затверджено містом 1797 року. 1917 року повторно перетворено на місто. 1976 року місто Зміїв перейменовано на м. Готвальд, 2 серпня 1990 року м. Готвальд перейменовано на м. Зміїв.

## Населені пункти
Міській раді підпорядковані населені пункти:
- м. Зміїв
- с-ще Вирішальний

## Склад ради
Рада складається з 30 депутатів та голови.
- Голова ради: Кучков Петро Володимирович

### Керівний склад попередніх скликань
| Прізвище, ім'я, по батькові | Основні відомості                                                       | Дата обрання | Дата звільнення |
| --------------------------- | ----------------------------------------------------------------------- | ------------ | --------------- |
| Ляшко Сергій Володимирович  | Міський голова, 1958 року народження, член Партії регіонів              | 26.03.2006   | 21.05.2010      |
| Кучков Петро Володимирович  | Міський голова, 1976 року народження, освіта вища, член Партії регіонів | 31.10.2010   |                 |

Примітка: таблиця складена за даними сайту Верховної Ради України

### Депутати
За результатами місцевих виборів 2010 року депутатами ради стали:

#### За суб'єктами висування
| Суб'єкт висування                                       | Кількість обраних депутатів | %    |
| ------------------------------------------------------- | --------------------------- | ---- |
| Партія регіонів                                         | 21                          | 70   |
| Політична партія Всеукраїнське об'єднання «Батьківщина» | 4                           | 13,3 |
| Комуністична партія України                             | 3                           | 10   |
| Політична партія «Фронт Змін»                           | 2                           | 6,7  |

#### За округами
| № округу                                                | Прізвище, ім'я, по батькові      | Дата визнання обраним | Освіта  | Партійна приналежність                        | Відомості про обраного депутата |
| ------------------------------------------------------- | -------------------------------- | --------------------- | ------- | --------------------------------------------- | --- |
| Комуністична партія України                             |                                  |                       |         |                                               | |
| б/м                                                     | Спасов Володимир Григорович      | 04.11.2010            | вища    | член Комуністичної партії України             | м. Харків, ІСМА НАН України НТК «Інститут монокристалів», заступник головного інженера                                                                      |
| б/м                                                     | Орленко Володимир Григорович     | 04.11.2010            | вища    | член Комуністичної партії України             | м. Зміїв, АТЗТ «Маяк», охоронець |
| 8                                                       | Стадніков Геннадій Анатолійович  | 04.11.2010            | вища    | позапартійний                                 | м. Зміїв, ветеринарна клініка «Друг», приватнийпідприємець                                                                                                  |
| Партія регіонів                                         |                                  |                       |         |                                               | |
| б/м                                                     | Голосняк Валерій Іванович        | 04.11.2010            | вища    | член Партії регіонів                          | Комунальна Установа «Зміївська муніципальна екологічна інспекція», директор                                                                                 |
| б/м                                                     | Щолоков Демид Олександрович      | 04.11.2010            | середня | член Партії регіонів                          | Комунальне підприємство «Зміїв-сервіс», директор |
| б/м                                                     | Смірнова Катерина Василівна      | 04.11.2010            | вища    | член Партії регіонів                          | приватний підприємець |
| б/м                                                     | Хворостов Сергій Вікторович      | 04.11.2010            | середня | член Партії регіонів                          | Приватне підприємство «Хворостова Н. С.», інженер з техники безпеки                                                                                         |
| б/м                                                     | Котихін Віталій Євгенович        | 04.11.2010            | вища    | член Партії регіонів                          | Зміївська районна державна адміністрація, начальник юридичного відділу                                                                                      |
| б/м                                                     | Воронцов Дмитро Віталійович      | 04.11.2010            | вища    | член Партії регіонів                          | тимчасово не працює |
| б/м                                                     | Говсієвич Ірина Вікторівна       | 04.11.2010            | вища    | член Партії регіонів                          | головне управління освіти і науки Харківської обласної державної адміністрації, провідний спеціаліст відділу дошкільної, позашкільної та корекційної роботи |
| б/м                                                     | Бідулін Олег Анатолійович        | 04.11.2010            | вища    | член Партії регіонів                          | Зміївський районний будинок культури, директор |
| 1                                                       | Петрушенко Володимир Андрійович  | 04.11.2010            | середня | член Партії регіонів                          | Зміївське районне комунальне водопровідно-каналізаційне підприємство, головний інженер                                                                      |
| 2                                                       | Полончук Володимир Анатолійович  | 04.11.2010            | вища    | член Партії регіонів                          | ЗАТ «Харківська ювелірна фабрика», охоронець |
| 3                                                       | Макєєва Людмила Анатоліївна      | 04.11.2010            | вища    | член Партії регіонів                          | Комунальна установа Зміївський геріатричний пансіонат, директор                                                                                             |
| 4                                                       | Размадзе Ольга Тенгизівна        | 04.11.2010            | вища    | член Партії регіонів                          | підприємство «Фарманьюз», приватний підприємець |
| 5                                                       | Байрачна Вікторія Володимирівна  | 04.11.2010            | вища    | член Партії регіонів                          | Управління праці та соцзахисту населення Зміївської районної державної адміністрації, заступник начальника                                                  |
| 6                                                       | Зінов'єв Едуард Валентинович     | 04.11.2010            | вища    | член Партії регіонів                          | Зміївська міська рада, заступник міського голови |
| 7                                                       | Самойлова Тетяна Іванівна        | 04.11.2010            | вища    | член Партії регіонів                          | пенсіонер |
| 9                                                       | Скліма Олена Іванівна            | 04.11.2010            | вища    | член Партії регіонів                          | Зміївська загальноосвітня школа № 2 I-III ст., вчитель |
| 10                                                      | Заярний Павло Миколайович        | 04.11.2010            | вища    | член Партії регіонів                          | ТОВ «Енергозберегаюча компанія», комерційний директор |
| 11                                                      | Бєляцький Олександр Анатолійович | 04.11.2010            | середня | член Партії регіонів                          | приватний підприємець |
| 12                                                      | Веретеннікова Надія Анатоліївна  | 31.03.2014            | вища    | член Партії регіонів                          | 63432, Харківська обл., Зміївський р-н, смт Зідьки, вул. Будівельниа, буд. 7-б, директор                                                                    |
| 13                                                      | Погорєлов Віталій Анатолійович   | 04.11.2010            | вища    | член Партії регіонів                          | Сільськогосподарсько-виробничий кооператив «Україна», головний інженер                                                                                      |
| 14                                                      | Костенко Олександр Олексійович   | 04.11.2010            | вища    | член Партії регіонів                          | пенсіонер |
| Політична партія Всеукраїнське об'єднання «Батьківщина» |                                  |                       |         |                                               | |
| б/м                                                     | Микитин Володимир Іванович       | 04.11.2010            | вища    | член Всеукраїнського об'єднання «Батьківщина» | пенсіонер |
| б/м                                                     | Пашкова Лілія Анатоліївна        | 04.11.2010            | вища    | член Всеукраїнського об'єднання «Батьківщина» | тимчасово не працює |
| б/м                                                     | Закора Сергій Леонідович         | 04.11.2010            | вища    | член Всеукраїнського об'єднання «Батьківщина» | ПП Телерадіокомпанія «Зміїв-ТБ», заступник директора |
| 15                                                      | Межерицький Андрій Анатолійович  | 04.11.2010            | вища    | позапартійний                                 | Зміївська державна податкова інспекція, завідувач юридичного сектору                                                                                        |
| Політична партія «Фронт Змін»                           |                                  |                       |         |                                               | |
| б/м                                                     | Міняйло Олександр Васильович     | 04.11.2010            | вища    | член Політичної партії «Фронт Змін»           | фізична особа-підприємець |
| б/м                                                     | Титаренко Артем Олександрович    | 04.11.2010            | вища    | член Політичної партії «Фронт Змін»           | фізична особа-підприємець |